# 山本浩司 (野球)
山本 浩司（やまもと こうじ、1979年4月3日 - ）は、元社会人野球選手 (投手)、野球指導者。JR東日本所属。181cm、77kg。右投げ右打ち。

## 人物・来歴
小学校2年生から野球を始め、以降投手一筋。知立市立知立南中学校時代は「愛知衣浦シニア」に所属。大府高校から亜細亜大学に進学。3年時には大学野球選手権優勝を経験、4年時の2001年シーズンでは春秋通算で7勝をマークした。リーグ通算21試合に登板し7勝7敗。大学卒業後は社会人のJR東日本へ入社。1年上に吉川昌宏ら、1年下に木佐貫洋、永川勝浩、小山良男がいた。
JR東日本では入社1年目から先輩の松井光介と共に投手陣を支える存在となり、松井がプロ入り後はJR東日本のエースとして活躍した。
元阪神の赤星憲広高校、大学、社会人での先輩にあたる。

## 球歴
大府高（1995 - 1997）→亜大（1998 - 2001）→JR東日本（2002 - ）

## 日本代表キャリア
- 日本-台湾交流戦（2002年）
- 2002年アジア競技大会日本代表（2002年）